# Richard Kleindienst
Richard Gordon Kleindienst (ur. 5 sierpnia 1923 w Winslow, zm. 3 lutego 2000 w Prescott) – amerykański polityk.

## Życiorys
Urodził się 5 sierpnia 1923 roku w Winslow. Ukończył studia na Uniwersytecie Harvarda, gdzie uzyskał stopień bakałarza, a następnie studiował nauki prawne. W czasie II wojny światowej służył w Siłach Powietrznych Stanów Zjednoczonych. W latach 1953–1954 zasiadał w legislaturze stanowej Arizony, a w okresie 1958–1969 pracował w firmie prawniczej Shimmel, Hill, Kleindienst & Bishop. W 1969 roku został zastępcą prokuratora generalnego, a trzy lata później Richard Nixon zaproponował mu objęcie stanowiska prokuratora generalnego. Funkcję tę pełnił niecały rok, a następnie powrócił do praktykowania prawa. Zmarł 3 lutego 2000 roku w Prescott.